# イグナティ・ブリャンチャニノフ
聖イグナティ・ブリャンチャニノフ（1807年 - 1867年、ロシア語: святитель Игнатий Брянчанинов）は、クロンシュタットのイオアンや隠遁者フェオファンと並ぶ19世紀ロシアを代表する正教会の聖人（成聖者）。主教・神学者。
生涯、聖師父を深く研究するとともに厳格な修行生活を送り、その体験や研究成果に基づいて膨大な著作を遺した。
古代から変わらない正教会の霊性（とくに痛悔や謙遜）を尊重し、それを聖師父の教えに基づいて現代人に分かりやすく解説した点が特徴。教義に忠実な内容と格調高い文章は世界的に高く評価されている。

## 生涯
1807年2月5日（露暦）、ロシアの貴族ブリャンチャニノフ家の長男として、同家の領地・ヴォログダ県グリャゾベツキー郡ポクロフスコエ村に生まれた。受洗時の聖名はディミトリイ。 

### 家系
ブリャンチャニノフ家の系譜は14世紀にさかのぼる。その始祖といわれているミハイル・ブレンコ（1380年没）は、モスクワ大公の聖ドミートリー・ドンスコイに仕えていた軍人であり、タタールとの会戦（クリコヴォの戦い）の前日に大公の影武者を買って出て、戦場で命を捧げた人である。 
聖イグナティの父アレクサンドルは、少年のころサンクトペテルブルクの宮廷貴族学校に通いながら皇帝パーヴェル1世の室内侍従として仕えていた。のちに美しいポクロフスコエ村と農民400名を相続して地元ヴォログダ県へ帰郷し、皇室で受けた当代一級の文化的教養を伝える領主となる。自領内には優雅な屋敷や庭園を造り、さらに石造の生神女庇護聖堂も新築した。また、ヴォログダ県の貴族会長を務め、高い教養を身につけた上級貴族として当時の「ヴォログダ県で最も尊敬されていた一人であった」と伝えられている。 
母ソフィアも、同じくブリャンチャニノフ家の血縁者であり、教養のある敬虔な妻として夫に忠実であった。若い夫婦はしばらく子宝に恵まれなかったため、付近の聖地を巡礼して回ることとなる。そのような熱心な祈りが聴き入れられ、ついに長男ディミトリイを授かった。のちに「祈りの秀逸なる実践者及び教師」となった聖イグナティである。 

### 生い立ち

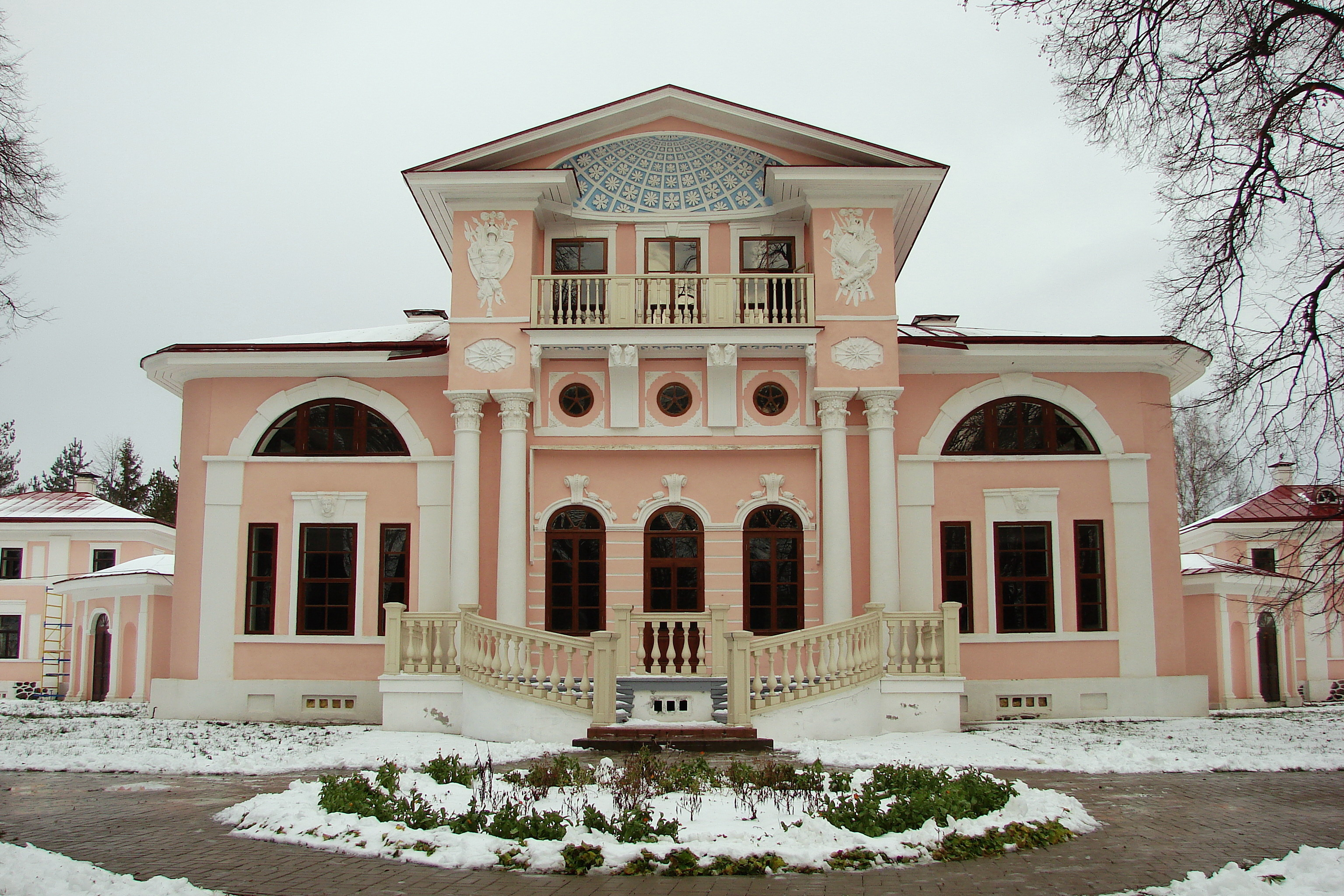
聖イグナティが生まれ育ったポクロフスコエ村の屋敷

父親は長男ディミトリイを祖先に恥じない立派な軍人に育て上げたいと望んでいた。そのうえ、時代の最先端をいく領主の一人として啓蒙活動を重視し、息子たちには熱心に教育を施した。そのため、ディミトリイは一流の家庭教育を受けることとなる。一般科目に加えて語学も幅広く修め、幼少期からすでにフランス語、ドイツ語、イタリア語だけでなく、古典ギリシア語やラテン語なども習得してゆく。 
いっぽうディミトリイとしては、幼少期から聖書を愛読し、聖人伝に親しみ、ひとりきりで神に祈ることを好んでいた。1822年（15歳）、聖なる静寂の境地を体験したことがきっかけとなり、ひそかに修道士を志望するようになる。この時期の思いについては、自伝的随筆「わが哀歌」の中で次のように回想している。
幼年期は苦難に満ちていた。それは神の御旨だったのである。胸の内を打ち明ける相手がいなかったので、神に向かって胸中を吐露するようになり、福音書や聖人伝を読み始めた。福音書はほとんど理解できなかったが、聖大ピーメン、聖大シソイ、聖大マカリイなどの聖人伝を読んで不思議な感銘を受けた。祈りと読書でたびたび神に思いを馳せていると気持ちが安らぎ少しずつ心の平安を得ていった。15歳のとき、心は言い尽くせない静寂に包まれた。しかしそれが何を意味する静寂なのか理解していなかった。ありきたりの心境だと思っていたのだ。 
そんな心境とは裏腹に、同年（1822年）の夏、長男の出世を夢見る父に連れられて首都サンクトペテルブルクへ上京し、帝国工学院に入学することになった。その道中、父から将来の希望勤務先を問われたとき、じつは修道士になりたいと心の内を素直に打ち明けたが聞く耳を持ってもらえなかった。なにせ父は1812年祖国戦争でナポレオンと闘った愛国心の強い英雄である。息子には軍事工学専門の士官になってもらいたかったのである。 

### 学生時代

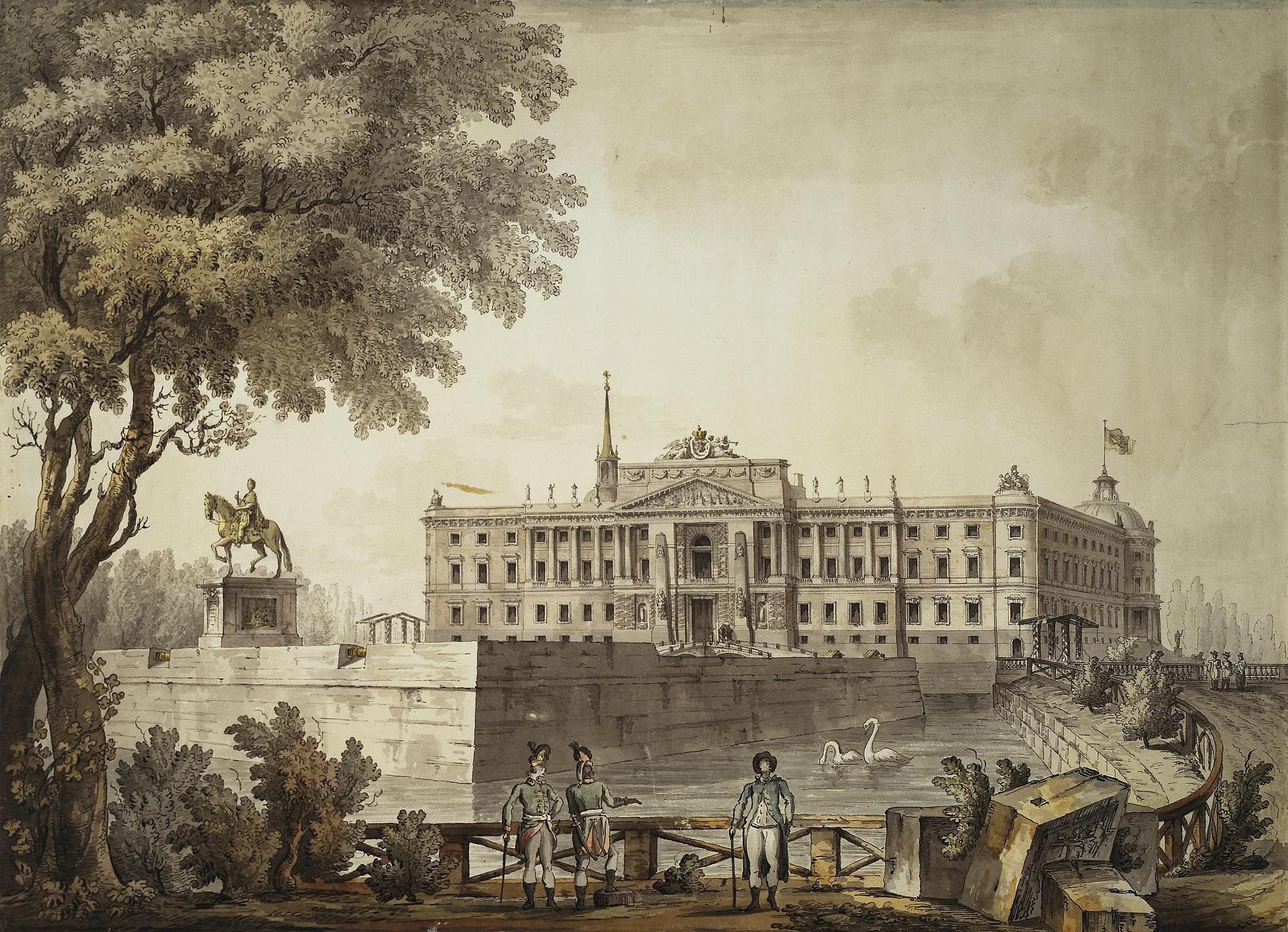
帝国工学院の建物（ミハイロフスキー城）

帝国工学院とは軍事工学を専門とする士官学校で、当時のエリート教育機関である。ディミトリイは、募集定員30名に対し志願者数130名という高い倍率の入試を首席で合格しただけでなく、豊富な知識を評価されて飛び級で第2学年に編入した。この成績優秀かつ容姿端麗であった青年は、のちに皇帝ニコライ１世となるニコライ大公からも寵愛を受け、大公夫人の特待生として支援を受けることとなった。 
ディミトリイは士官学校に在籍中、豊かな才能と高潔な人柄により、教師や同級生からも人望が厚かった。また、貴族としての人脈のおかげで帝国美術アカデミー会長のオレーニン氏とも知り合いになり、同氏の邸内で催された文学の夕べではよく詩の朗読を頼まれたりした。この夕べにおいて、プーシキンやクルィロフをはじめとする当時の文豪とも親交を結び、天賦の文学的才能が一同の注目を集める。このような交流が、将来の聖イグナティの文筆活動に与えた影響は計り知れない。聖イグナティ自身も一生涯、この夕べにおいて文豪たちからいかに良い助言を得られたことか、感謝の念をもって回想していた。 

この時期の心の葛藤は「わが哀歌」の中で次のように描写している。
志望したわけではないが、士官学校に入ったのもちょうどその頃である。当時、あえて自分から何かを求めるということはなかったし、できなかった。なぜなら、求めるべき真理をはっきりと見つけていなかったからである。だから学問という陥罪した人知の産物に目を奪われ、学問にすっかり打ち込んだ。宗教的感情など抱く暇はなかった。約２年勉学にいそしんでいると、心の中で恐ろしい虚無感が生じ、いつの間にか増大していた。神に飢え渇き、耐え切れないほど神を懐かしんだ。信仰に怠慢だったことで甘美な静寂を失い、代わりに虚無感を手に入れたと思うと涙を流さずにはいられなかった。この虚無感は私を苦しませ、恐れさせ、まるで孤児になったような、命を失ったような感覚を味わわせた。それは真の命である神から離れてしまった魂の苦悩だった。士官学校の学生服でサンクトペテルブルクの街を歩いていて、目から大粒の涙がとめどなく零れ落ちていた自分が思い出される。（中略）

成長して理解力が増したころ、宗教に確かなものを求めた。曖昧な宗教的感情では満足できず、確実なもの、明確なもの、「真理」を求めたのである。当時のサンクトペテルブルクではさまざまな宗教的観念が流行し、互いに対立していた。どれも好きではなかった。信用できないものばかりで敬遠していた。思索にふけりながら士官学校の学生服を脱ぎ、軍服を着た。学生服は名残惜しかった。学生服ならば聖堂へ行っても、兵隊や平民の群衆に紛れて思う存分祈り、涙を流すことができたからである。青年ながら、楽しみや遊びどころではなかった。俗世間にはまるで魅力を感じなかった。世の中に誘惑が存在しないと思えるほど、俗世間に無関心だったのだ。実際、私にとって誘惑は存在しなかった。むしろ学問にすっかり没頭していた。と同時に、真の信仰がどこにあるかとても知りたかった。教義的にも道徳的にも誤りのない、真実の教えはどこか。それを知りたくて仕方がなかったのである。
そこで真の信仰を求めて正教会の聖師父を熱心に研究し、「イイススの祈り」も実践し始めた。晩年、弟子に向かってこう回想していたという。「夜には寝床に横になり、少し頭を枕からもたげて祈り出し、その恰好のまま祈りつづけて朝になり、教室に出向いて授業を受けたこともある」と。 
また、このころ足しげくアレクサンドル・ネフスキー大修道院へ通うようになった。ある日、長老レオニド師（後に列聖されたオプチナ修道院の克肖者レオ）と出会って強い感銘を受け、かならず世を捨てて修道士になろうという決意が固まる。 

### 修道生活へ
1826年（19歳）、帝国工学院を首席で卒業し、陸軍少尉に任命された。卒業直後、修道院に入ろうとして退官届を提出するも皇帝ニコライ１世に引き止められ、ロシア帝国北西部の要塞へ赴任する。しかし赴任先で重病に罹ったため、ようやく退官を認められた。ただし両親に一切相談せず退官したため、とうぜん両親の怒りを買うこととなる。退官した身の上に対する資金援助はおろか、手紙のやり取りすら断絶してしまった。こうしてディミトリイは着の身着のまま修道院に入ることとなる。使徒が「このとおり、わたしたちは何もかも捨ててあなたに従って参りました」（マタイ19:27）といったのと同じ身分になったのである。 

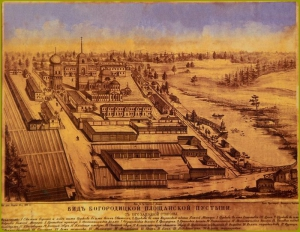
プロシャンスカヤ修道院

翌27年、修道見習いとして聖アレクサンドル・スイルスキー修道院に入り、恩師レオニド長老のもとで研鑽を積み始めたが、一年もしないうちに移住を余儀なくされる。同修道院は満員だったため、レオニド長老が弟子を引き連れて他の場所へ移るしかなかった。一同はオリョール主教教区のプロシャンスカヤ修道院へ移住した（のちに聖イグナティはこの修道院の思い出として名作「冬の果樹園」を書いた）。しかし、このプロシャンスカヤ修道院での恵まれた生活も長くは続かなかった。同修道院の院長とレオニド長老の間で意見の食い違いが生じたため、レオニド長老はそこを立ち去ってオプチナ修道院へ移住しなければならなくなったのである。 
見習いの身分であったブリャンチャニノフとその親友チハチョフも「すぐにここを出て好きなところへ行きなさい」と命じられた。こうして二人の若者は、無一文のまま見ず知らずの土地で路頭に迷うことになる。とにかく最寄りの修道院へと思い、同じオリョール県内にあるベロベレジュスカヤ修道院を目指した（その道中、スヴェンスキー修道院にも立ち寄った。当時、パイシイ・ヴェリチコフスキー長老の弟子であったアファナシイ隠遁僧がいた修道院である）。しかし、このベロベレジュスカヤ修道院でも受け入れてもらえなかったため、やむなく放浪の旅を続け、レオニド長老一同がいるオプチナ修道院まで足を延ばした。ところが同修道院長のモイセイ典院に受け入れを拒否される。あまりにも哀れな姿の二人を見た修道士たちの懇願によって、1829年5月ついにオプチナ修道院で生活することを許可された。 

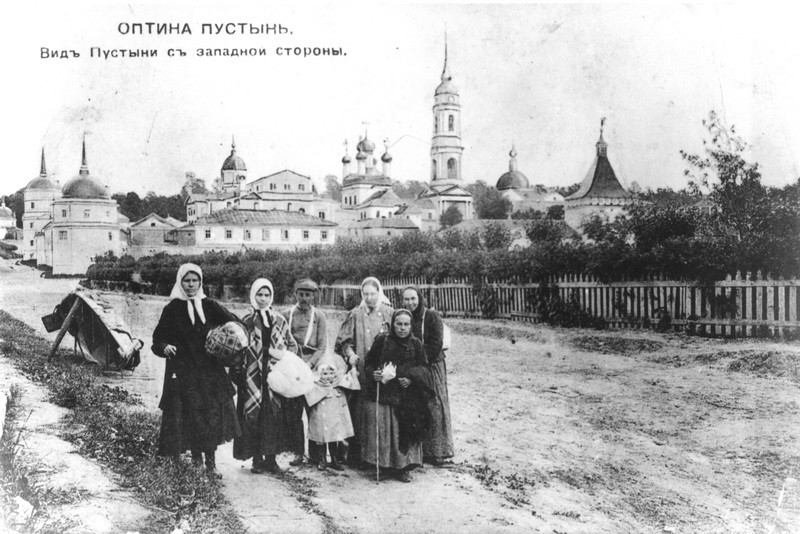
オプチナ修道院の風景

しかしながらオプチナ修道院では、かつてプロシャンスカヤ修道院で得られたような平穏な日々はなかった。修道院長もよく思ってくれず、修道士からも怪訝に思われていたので、ひっそりと二人で暮らすようになった。質の悪い植物油で調理された修道院の食事も、ディミトリイの脆弱な体には応えたので、自分たちで煮炊きすることにした。苦労して穀物や芋を手に入れて、僧房内で不味いスープをこしらえたのである。調理は主にチハチョフが担当したが、食材は包丁が無かったので斧で切り刻んだ。もちろんこのような劣悪な環境下で長らく生活できるわけがない。まずディミトリイが両足で立てないほど衰弱し、より体力のあったチハチョフもほどなくして熱病に伏した。お互いに看病し合った甲斐もなく、とうとう二人とも疲労困憊の極みに達してしまう。 
ちょうどその頃、ポクロフスコエ村にいたディミトリイの母も病床に伏した。父から「お前の母が病床に伏して命が危ない。進路の邪魔はしないから帰ってこい」という手紙と移動用の幌馬車が送られてきたので、（父の好意に甘えて親友とともに）実家に帰ったのだが、到着時にはすでに母の病も回復し、父からも母からも期待していたほどの歓待は受けられなかった。 
かくして、この二人は方々の修道院をさまよった末に病床に伏し、挙句の果てに親の移り気にも見舞われ、とうとう「いっそ修道院なんか諦めて俗世に戻ろうか」という過酷な試練にぶち当たることとなる。というのは、ひと冬だけ暫定的に自領内の離れで各々生活しようとしていたのだが、その間にディミトリイの父が何としてでも長男を国家公務員にしようと必死になったからである。母までも息子の高尚な教えに耳を傾けつつも、やはり父の見解の方を支持し、親戚もそれに加勢した。そのような誘惑の渦中にあって息苦しくなり、二人は一刻もはやくどこかの修道院に移住しなければと思うようになる。 

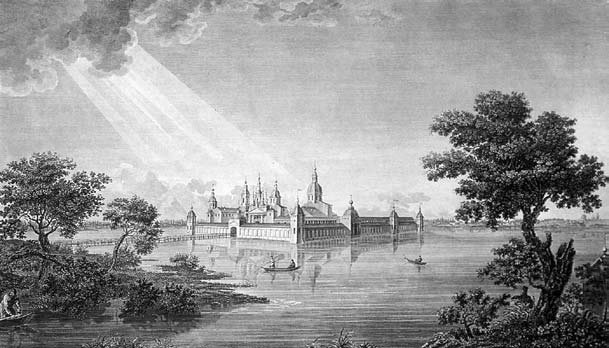
キリル・ノヴォエゼルスキー修道院（1823年版画）

こうして1830年2月、二人はキリル・ノヴォエゼルスキー修道院に向けて旅立った。この修道院には、有名な修行者フェオファン掌院（※もっと有名な隠遁者フェオファン《俗姓ゴーヴォロフ》とは別人）が隠居しており、当時はその愛弟子であったアルカディ典院が修道院長を務めていた。温和な性格で、救いを求めて駆けつけてきた若者二人に真の修道精神があるのを見出し、温かく迎え入れてくれた。しかしこの喜びも長くは続かなかった。あいにく同修道院が広い湖に浮かんだ島の上にあったため、湿気の多い気候が災いしたのである。 
じきにディミトリイはこの慣れない環境下にあって倒れ、3か月間も医者に診てもらえないまま熱病に苦しみ、とうとう足が膨れ上がって病床から起き上がれなくなった。当地にて熱病がはやる6月、ついに両親が幌馬車を送ってよこし、地元ヴォログダへ帰ることとなる。世捨て人にとってこれほど屈辱的なことはなかった。たしかに実家では治療を受けることができたが、この重度の熱病による後遺症は一生消えなかった。いっぽう親友チハチョフも、同年8月にプスコフ県の実家に帰った。こうして二人は、それぞれの場所で、世の誘惑と闘うことになったのである。

### 聖職者として
そしてついにディミトリイは、それまで放浪の身を見えない手で守ってくれていた神の摂理により、ヴォログダの主教ステファンから深い理解と共感を得るに至る。時は1831年6月（24歳）、この主教のもとで剪髪式を受けて修道士となり、その名をイグナティと改めた。もとより修道士になったら隠修生活をしたいと切望していたのだが、その翌月には修道司祭に叙聖され、ヴォログダ県内にあるロポトフ修道院の建設監督者（事実上の修道院長）となる。ここで再会したチハチョフの助けもあって精力的な活動が認められ、1833年には典院に昇叙。しかし沼地という条件が災いしてまたもや病床に伏すこととなる。 

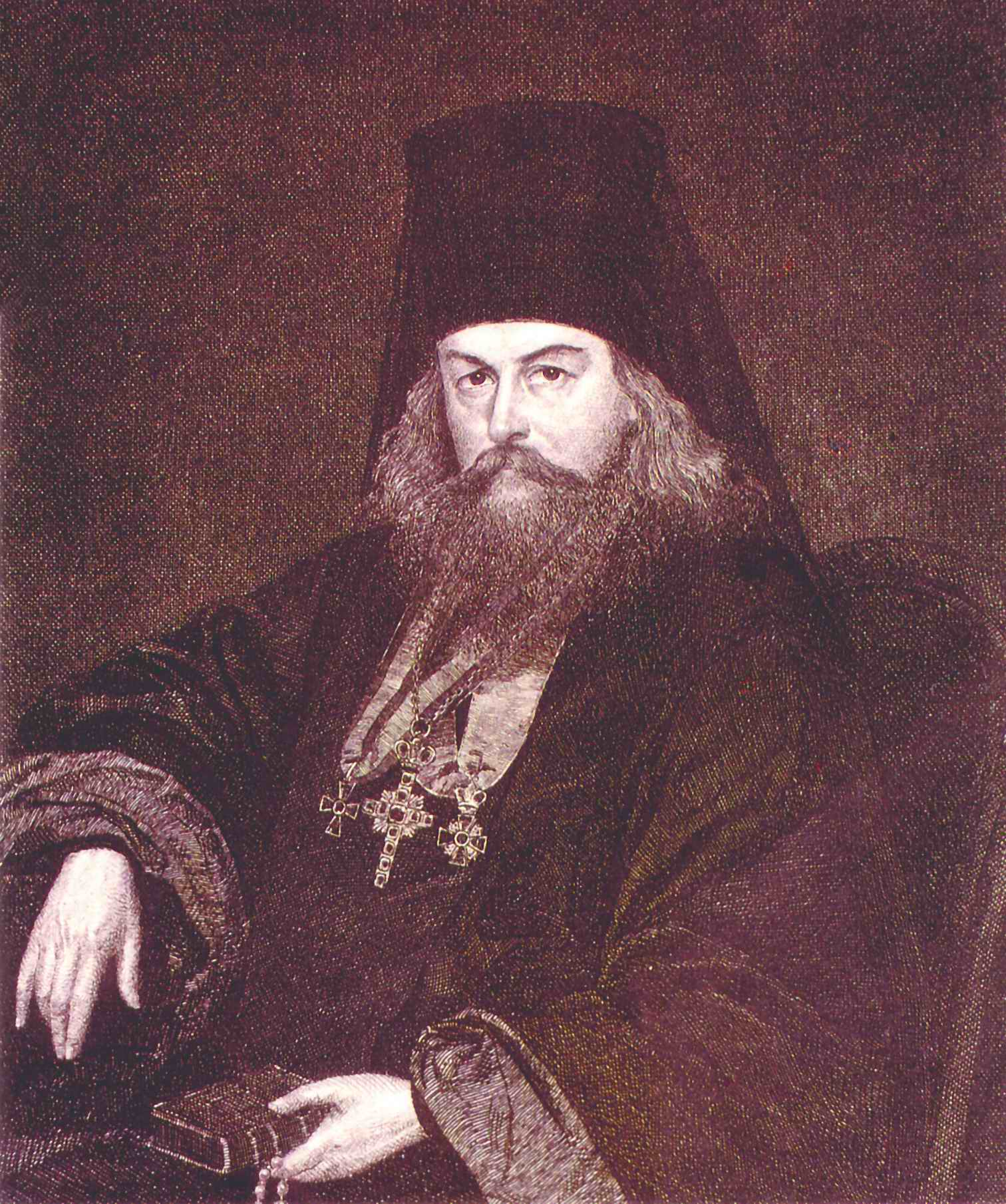
掌院イグナティ・ブリャンチャニノフ

1833年の暮れにはサンクトペテルブルク近郊の聖セルギイ沿海修道院を管理するよう皇帝に命じられ、昇叙されて掌院となる。衰退していた同修道院を物質面でも精神面でも復興させ、そこで約24年にわたって修道院長を務めた。この院長であった任期中に、境内には立派な新聖堂を3堂も建立するなど修道院の繁栄に貢献しただけでなく、修道院内で生活する兄弟たちの長老（精神的な指導者）としても活躍し、多くの弟子を育てることにも成功した。後年ロシア各地で修道院長となった逸材を16名も輩出したのである。 
1838年にはサンクトペテルブルク主教教区の管内にある全修道院の管区長に任命され、ヴァラーム修道院はじめ計8箇所の修道院の巡回指導に当たった。 
また、教会芸術の復興にも尽力し、作曲家グリンカや画家ブリューロフらとも交流した。グリンカが聖イグナティとの交流に触発されて聖歌「ヘルヴィムの歌」（1837頃）を作曲したのに対し、聖イグナティはグリンカの要望に応えて二人の問答を「神父と信徒芸術家」という対話形式の論文にまとめた。また、ブリューロフに宛てた手紙の中では「美しいものはそのままでは朽ちてしまいます。どんな美も聖神の恩寵を受けていなければなりません」という名句を遺したほか、論考「教会絵画の考察」や祈りのこもった自作の詩も数点遺している。 
1847年の春、病状悪化のため引退を願い出たものの、治療という目的で11か月間しか休養期間が与えられなかった。自ら希望したババエフスキー聖ニコライ修道院での休養中は、方々へ手紙を書き送って指導もしていたが、静かな黙修生活に慣れれば慣れるほど、長年の希望であった隠修生活にますます入りたくなる。 
1857年10月（50歳）、サンクトペテルブルクのカザン大聖堂で叙聖されて主教となる。そして翌年1月には「カフカス及び黒海の主教」としてスタヴロポリ市に赴任した。よりによって、当時カフカス戦争のあおりを受けて荒廃しきっていた主教区である。実際、赴任先では住居も定まらず運営資金も足りず、当地に普及していた分派（古儀式派）には敵意を持たれ、ありとあらゆる困難に直面する。 
それでも主教として在任していた4年間に、教会で執行される奉神礼をしかるべく整備し、宣教活動も軌道に乗せた。折りしもスタヴロポリ市の副知事が実弟のピョートル・ブリャンチャニノフ（1809年 - 1891年）であったため、実弟から多大な協力を得ることができた。

### 晩年

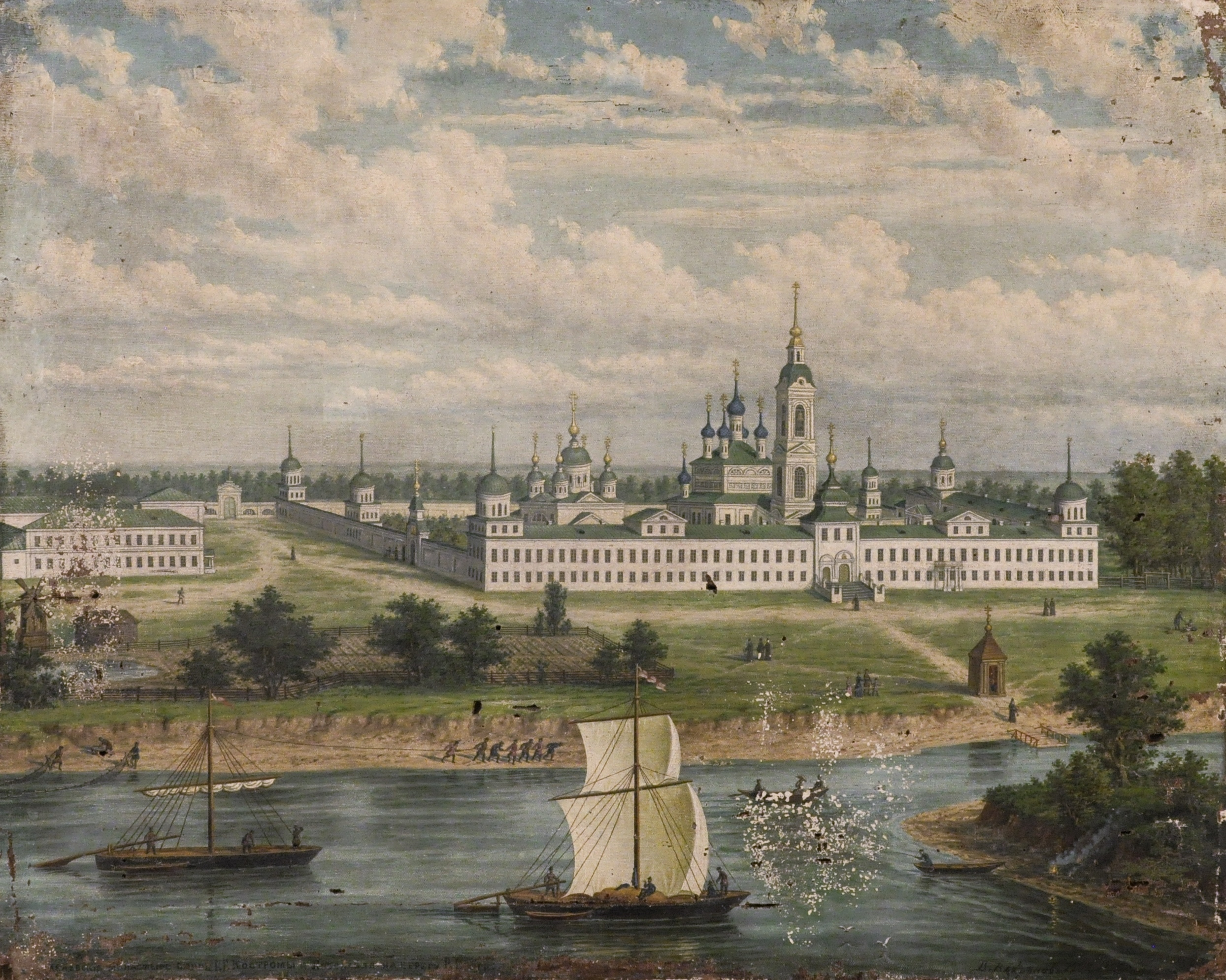
ババエフスキー聖ニコライ修道院（19世紀絵画）※大聖堂新設以前、聖イグナティのいた頃の全景

1861年には天然痘に罹ったことから隠退願を提出し、生まれ故郷に近いヴォルガ川沿岸のババエフスキー聖ニコライ修道院に移って修道院長となる。ここでも禁欲的に生き、手慣れた運営能力を発揮して修道院の発展に大いに貢献した。 
なにせ病気を治してもらいにくる訪問者が多かったので、同種療法で治療していた。しかし次第に人数が増えすぎて手が回らなくなったため、世話役の見習い僧に一人一人の氏名・生年・病状を書き留めさせ、それを見て誰に何をどれだけ与えるか指示し、節食を促すこともあった。すべてうまくいっていたのだが、3年もすると訪問者が溢れ返って隠居どころではなくなっため、やむなく受け入れを中断することとなる。
1862年の暮れには、実弟ピョートル（元スタヴロポリ市の知事）がやってきて巡礼者として住み込むようになった。その際、持ってきた財産を修道院に寄付し、建物の修復や必要物資に充てた。

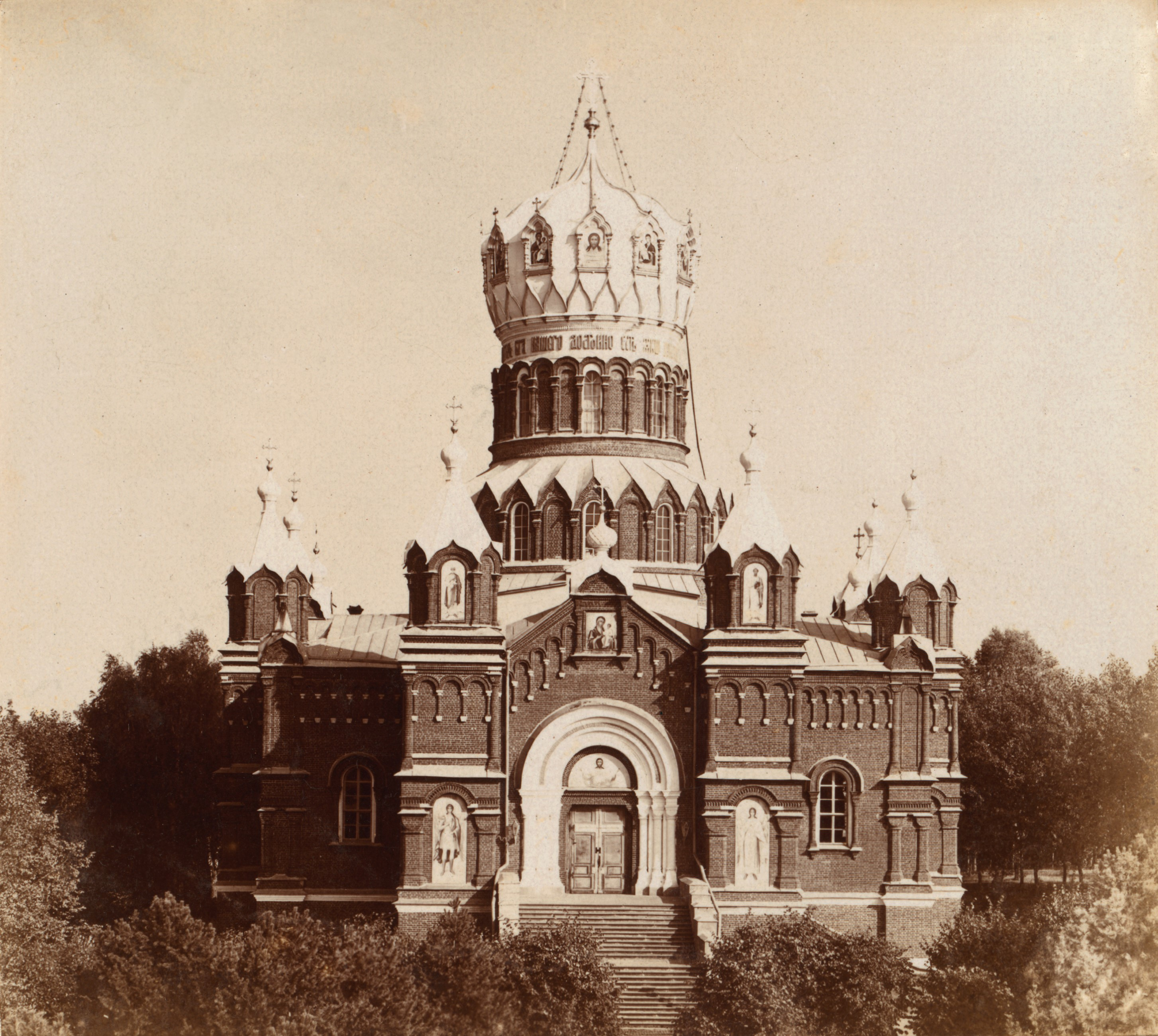
イヴィロン生神女大聖堂（1910～1911年現在の写真）

しだいに巡礼者が増えすぎてニコライ聖堂（定員600名）に入りきれなくなったため、聖イグナティは、朽ち果てたイヴィロン生神女聖堂を立て替えて大聖堂にできないかと考えるようになる。知り合いの帝国美術アカデミー教授に有名な建築家I.I.ゴルノスタエフがいたので設計を依頼した。この噂はまたたく間にヤロスラヴリ及びコストロマ地方に広まり、大聖堂新設のために資金だけでなく建設資材も集まってきた。実弟ピョートルは手元にあった最後の財産5000ルーブルをこの事業に寄付した。
1865年7月30日、聖イグナティはヤロスラヴリの大主教ニール（イサコヴィチ）に宛てて「この修道院は長年放置されてきたのです。聖堂〔イヴィロン生神女大聖堂〕も、なけなしの資金をはたいて着工したのですが、いまではほぼ半分くらい骨組みが出来上がりました。夏の終わりにはレンガを組み込めると思います」と書き送っている。この大聖堂は聖イグナティの永眠後に完成して成聖されたのだが、あいにく1940年ソ連当局によって爆破されたため現存しない。
こうして修道院の発展に貢献するかたわら、これまでに書いてきた作品をまとめて出版用に編集するなど文筆活動にも従事し、1865年から1867年にかけて全4巻の著作集（『苦行的経験』全2巻、『苦行的説教』『現代修道への献げもの』）を上梓した。その後もやはり筆をおかず、永眠直前に書き上げた「神の裁定」が辞世の大作となった。つねに内面で「イイススの祈り」を唱えつづけてきた生涯であったため、この祈りについての著作も多い。

### 永眠

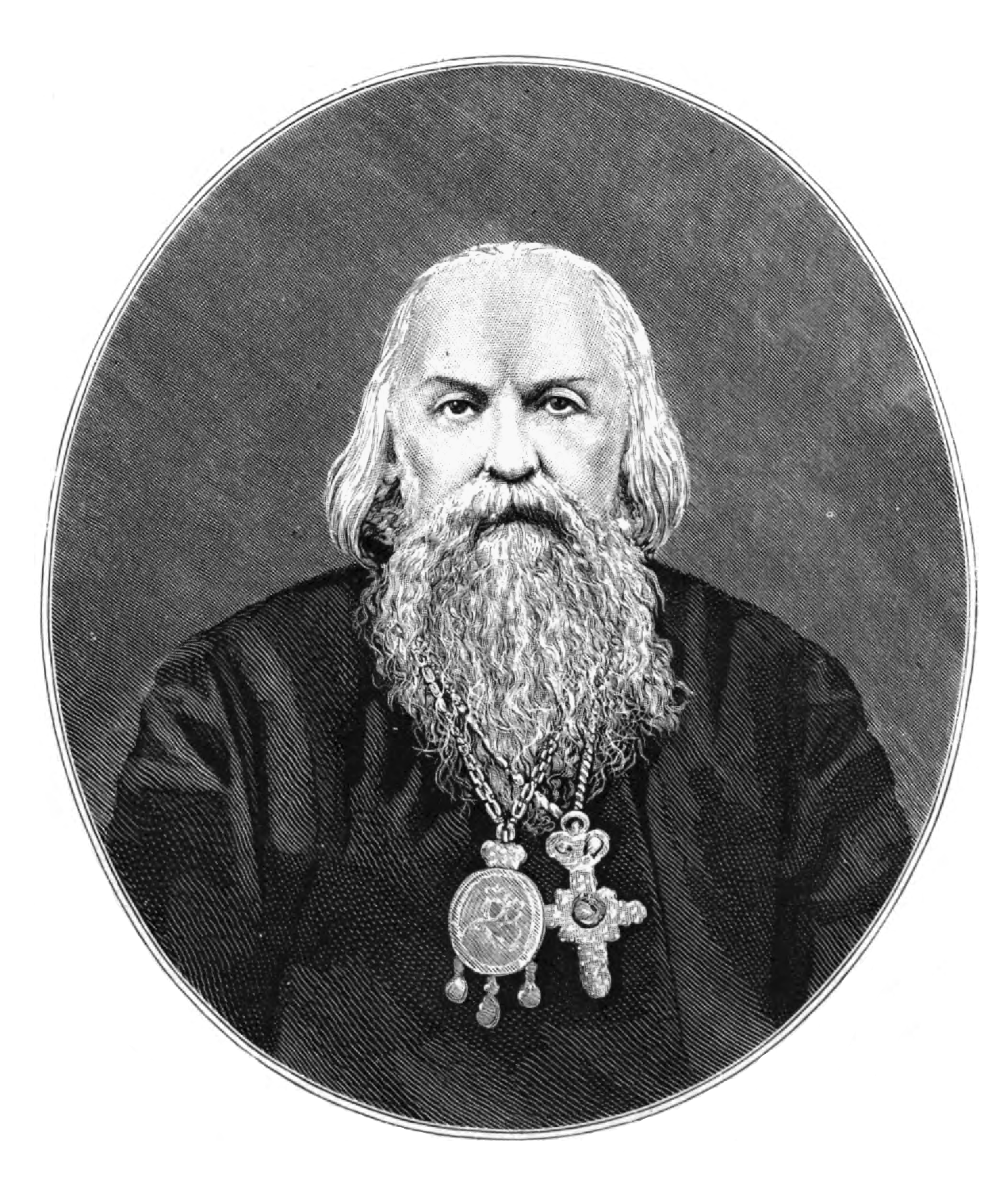
晩年の肖像画（版画）

1867年4月16日（露暦）、復活祭にて最後の聖体礼儀を執り行った後、僧房まで運んでもらわなければならないほど衰弱しきっていた。この日、周囲の人たちに「いよいよ死ぬ準備をしなければならないので、もうだれとも会うことはできない。どうか晩祷の後は一人にしてほしい」と告げる。 
人生最期の日々はますます憐れみ深くなった。病身であるにもかかわらず、この世ならぬ喜びに満ちて穏やかな表情を浮かべていた。ある日、世話役の見習い僧が自室へ帰るのを祝福する際、伏拝して「どうか、私のことをお赦しください」と言った。そのあまりにも美しくへりくだった姿に、言われた方は心を打たれて涙したという。日が経つにつれ「徐々に地上の事柄に思いを向けにくくなってきた」とこぼし、ますます人々を避けて天に思いを馳せるようになり、すでにこの世に生きていないかのようであった。同月30日（露暦）に永眠。その顔はこの世ならぬ喜びに輝いていた。60歳だった。埋葬式に参列した人々は、悲しい儀式というよりは教会の祭日に参加したような気分であった。弟子たちも、イグナティ師が生前に語っていた次の言葉を思い出していた。「もし埋葬式に出たときに、悲しくもあるのになぜか喜ばしい気持ちにもなったら、その故人が神の憐れみを受けていた証拠だ」と。 

### 列聖
1988年6月、ロシア正教会により成聖者として列聖。聖イグナティは「敬神家、多数の書を著した作家、高徳の修道士、信仰生活の教師」と評価された。また、その著作は「聖師父の教えの本質を深く掘り下げ、聖師父の精神を受け継いでおり、現代の信徒にも読みやすくわかりやすいもの」と高く評価されている（「列聖に関するロシア正教会全国公会決議文」より）。 
記憶日は5月13日（新暦）。不朽体はヤロスラヴリ市のトルガ女子修道院に安置されている。 

## 著作（及び翻訳された本）

### 露語による原著
- Полное собрание творений и писем святителя Игнатия Брянчанинова в восьми томах. Издательство "Паломник". Москва, 2011, 2014.（『成聖者イグナティ・ブリャンチャニノフ全集』全8巻）

1. Аскетические опыты, часть 1.（『苦行的経験Ⅰ』）
2. Аскетические опыты, часть 2. Слово о смерти.（『苦行的経験Ⅱ／死についての訓話』）
3. Аскетическая проповедь.（『苦行的説教』）
4. Приношение современному монашеству.（『現代修道への献げもの』）
5. Отечник. Избранные изречения святых иноков и повести из жизни их.（『聖師父言行録』）
6. Переписка с архиереями Церкви и настоятелями монастырей.（『高位聖職者や修道院長に宛てた書簡』）
7. Переписка с монашествующими.（『修道士に宛てた書簡』）
8. Переписка с мирянами. （『一般信徒に宛てた書簡』）

### 和訳された本
- 『聖イグナティ・ブリャンチャニノフ著作集』日本ハリストス正教会教団東日本主教教区宗務局、2020年。[14]（『苦行的経験』選集）
- 『聖イグナティ・ブリャンチャニノフ説教集Ⅰ』日本ハリストス正教会教団宗務総局、2023年。[15]

### 英訳された本
- The Arena: An Offering to Contemporary Monasticism. Brianchaninov, I. Translated by Arch. Lazarus. Holy Trinity Monastery, 1997.
- On the Prayer of Jesus. Brianchaninov, I. Translated by Arch. Lazarus. Ibis Press, 2006.
- The Field: Cultivating Salvation. Complete works of St. Ignatius Brianchaninov, Vol. I. Translated by Nicholas Kotar. Holy Trinity Monastery, 2016.
- The Refuge: Anchoring the Soul in God. Complete works of St. Ignatius Brianchaninov, Vol. II. Translated by Nicholas Kotar. Holy Trinity Monastery, 2019.
- The Threshold: Trials at the Crossroads of Eternity. Complete works of St. Ignatius Brianchaninov, Vol. III. Translated by Nicholas Kotar. Holy Trinity Monastery, 2023.

### 希訳された本
- ΑΓΙΟΥ ΙΓΝΑΤΙΟΥ ΜΠΡΙΑΝΤΣΑΝΙΝΩΦ ΑΣΚΗΤΙΚΕΣ ΕΜΠΕΙΡΙΕΣ. Ι.Μ. ΠΑΡΑΚΛΗΤΟΥ, 2009-2012.（『苦行的経験』全4巻）
- ΑΓΙΟΥ ΙΓΝΑΤΙΟΥ ΜΠΡΙΑΝΤΣΑΝΙΝΩΦ ΛΟΓΟΣ ΓΙΑ ΤΑ ΠΝΕΥΜΑΤΑ - ΛΟΓΟΣ ΓΙΑ ΤΟΝ ΘΑΝΑΤΟ. Ι.Μ. ΠΑΡΑΚΛΗΤΟΥ, 2014.（『霊界についての訓話／死についての訓話』）
- ΑΓΙΟΥ ΙΓΝΑΤΙΟΥ ΜΠΡΙΑΝΤΣΑΝΙΝΩΦ ΑΣΚΗΤΙΚΕΣ ΟΜΙΛΙΕΣ. Ι.Μ. ΠΑΡΑΚΛΗΤΟΥ, 2015-2016.（『苦行的説教』全2巻）
- ΑΓΙΟΥ ΙΓΝΑΤΙΟΥ ΜΠΡΙΑΝΤΣΑΝΙΝΩΦ ΠΡΟΣΦΟΡΑ ΣΤΟΝ ΣΥΓΧΡΟΝΟ ΜΟΝΑΧΙΣΜΟ. Ι.Μ. ΠΑΡΑΚΛΗΤΟΥ, 2017-2018.（『現代修道への献げもの』全2巻）